# 7e division d'infanterie (Inde)
Pour les articles homonymes, voir 7e division.
La 7e division d'infanterie est une division d'infanterie indienne de l'armée britannique qui a combattu pendant la campagne de Birmanie pendant la Seconde Guerre mondiale. 

## Histoire
La division est créée le 1er octobre 1940 à Attock. Son signe de formation est une flèche, pointant en bas à gauche en haut à droite, en jaune sur fond noir. La division était parfois connue sous le nom de division « Golden Arrow », en référence à ce signe. Lors de sa formation initiale, la division se composait des 13e, 14e et 16e brigades d'infanterie indienne, mais en dix-huit mois, les 13e et 16e brigades ont été retirées et envoyées en Birmanie, où toutes deux ont combattu lors de la conquête japonaise de la Birmanie. La 14e brigade a été renommée 114e brigade d'infanterie indienne et est restée avec la division.
En 1942, les 33e et 89e brigades sont ajoutées à la division. La division s'entraîna pour les opérations dans les déserts du Moyen-Orient, mais à la fin de l'année, la campagne nord-africaine fut clairement terminée. Au début de 1943, la division fut donc réaffectée pour la campagne de Birmanie. Le major général Frank Messervy a été nommé commandant.
Après un recyclage et une préparation approfondis, la 7e division a pris part à une offensive à Arakan, la province côtière de la Birmanie. À partir de décembre 1943, la division descendit la vallée de la rivière Kalapanzin dans le cadre du XVe corps. En février 1944, les troupes japonaises s'infiltrèrent à travers le front de la division et envahirent le QG divisionnaire. Les unités de la division ont participé à la bataille d'Admin Box, lors duquel les Japonais échouèrent à capturer les positions fournies par des parachutages et furent forcés de battre en retraite.
En mars, les Japonais ont lancé une offensive majeure (nom de code opération U-Go) sur Manipur. Après avoir été retirée des batailles d'Arakan, la division se rendit par route et par chemin de fer à Dimapur, où elle passa sous le commandement du XXXIIIe corps et prit part à la bataille de Kohima. La 161e brigade indienne, qui fait partie de la 5e division, passa sous commandement, tandis que la 89e brigade fut envoyée par avion à Imphal, pour remplacer la 161e brigade dans la 5e division. Au début de mai, la 33e brigade acheva la reprise de la crête de Kohima, tandis que le corps principal de la division reprit le village de Naga au nord de la crête. Au cours de la dernière partie du mois et au début de juin, la division avança à travers de fortes pluies de mousson le long de pistes accidentées, à l'est de la route principale de Kohima à Imphal et dégagea les bastions japonais d'Ukhrul.
De juillet à octobre, la division se regroupa près de Kohima, rejoint plus tard par la 89e brigade. À la fin de 1944, le major général Messervy fut promu au commandement du IVe corps et fut remplacé à la tête de la division par le major général Geoffrey Charles Evans. Maintenant commandée par le IVe corps, la division avança dans la vallée de Gangaw à l'ouest du Chindwin. À la fin de février 1945, la division captura des têtes de pont vitales sur l'Irrawaddy près de Pakokku. En mars, dans le cadre de la bataille de Meiktila et de Mandalay, la division fut impliquée dans plusieurs batailles à Myingyan et Yenangyaung.

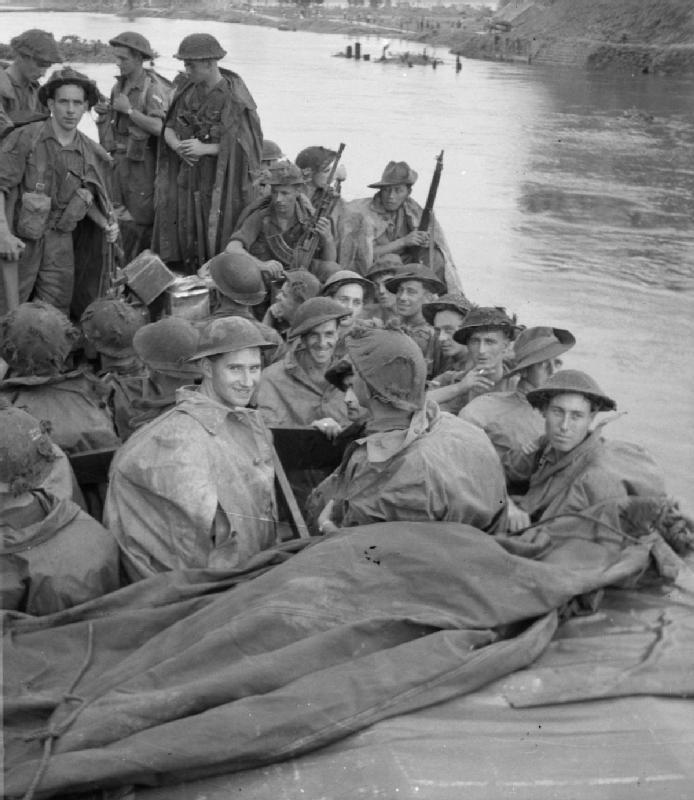
Des hommes du 1er bataillon du régiment royal de la Reine en patrouille à bord d'un bateau d'assaut sur le canal de Pégou, juillet 1945.

En avril, la division passa à nouveau sous le commandement du XXXIIIe corps et s'avança sur la rive ouest de l'Irrawaddy. Après la prise de Rangoun au début du mois de mai, la division fut directement commandée par le nouveau quartier général de la douzième armée et résista aux attaques de diversion japonaises sur le fleuve Sittang pendant la mousson.
Après la fin de la guerre, en septembre 1945, la division déménagea en Thaïlande, où elle désarma l'armée d'occupation japonaise. Celle-ci libéra et rapatria les prisonniers de guerre alliés.
Après la partition de l'Inde en 1947, les unités locales de la 7e division furent divisées entre l'Inde et le Pakistan. Les deux armées continuèrent de posséder une 7e division d'infanterie avec le signe de formation Golden Arrow.

## Unités constitutives (1ermars 1944)
- 33e brigade d'infanterie indienne
  - 1er bataillon, régiment royal de la Reine
  - 4e bataillon, 15e régiment Pendjab
  - 4e bataillon, 1er régiment de fusiliers gorkhas
- 89e brigade d'infanterie indienne
  - 2e bataillon, The King's Own Scottish Borderers
  - 7e bataillon, 2e régiment Pendjab
  - 4e bataillon, 8e régiment de fusiliers gorkhas
- 114e brigade d'infanterie indienne
  - 1er bataillon, Somerset Light Infantry
  - 4e bataillon, 14e régiment Punjab
  - 4e bataillon, 5e régiment de fusiliers gorkhas

### Unités de soutien
- 1er bataillon, 11e régiment sikh (unité de mitrailleuses)
- 136e (1er West Lancashire) Field Regt, Royal Artillery
- 139e (4e London) Field Regt, Royal Artillery
- 25e Mountain Regt. Artillerie indienne
- 24e Régt anti-aérien / antichar léger, Artillerie royale
- 62e Field Company Royal Indian Engineers (IE)
- 77e Field Company IE
- 421e société de terrain IE
- 303e Field Park Company IE

## Commandants
- Major-général A. V. T. Wakely
- Major-général R. Richardson
- Major-général Thomas William Corbett
- Major-général Frank Messervy
- Major-général Geoffrey Charles Evans
- Major-général Frederick Joseph Loftus-Tottenham (en)

## Brigades affectées
Toutes ces brigades ont été affectées ou rattachées à la division à un moment donné pendant la Seconde Guerre mondiale.
- 55e brigade d'infanterie indienne
- 9e brigade d'infanterie indienne
- 28e brigade d'infanterie (Afrique de l'Est)
- 268e brigade d'infanterie indienne
- 22e brigade d'infanterie (Afrique de l'Est)